# My Wife Has No Emotion
My Wife Has No Emotion (яп. 僕の妻は感情がない Боку но цума ва кандзё: га най, «У моей жены нет эмоций») — японская манга, написанная и проиллюстрированная Дзиро Сугиурой. Первоначально публиковалась как веб-комикс на авторском аккаунте Pixiv в марте 2019 года. С августа 2019 года издадельство Media Factory выпускает её в журнале Monthly Comic Flapper. Манга была адаптирована в формат аниме-сериала студией TMS Entertainment, сериал анимирован Tezuka Productions. В эфир выходил в период с июля по сентябрь 2024 года.

## Сюжет
Такума Косуги — офисный работник, проживает один. Из-за того, что он слишком устаёт, чтобы заниматься готовкой и домашними делами, Такума купил домашнего робота по имени Мина. Однажды вечером Такума в шутку говорит Мине, что она должна стать его женой. К его удивлению, она воспринимает шутку всерьёз, и вскоре они начинают вести себя как семейная пара. В результате Такума и Мина должны научиться правильно строить свои отношения.

## Персонажи
Такума Косуги (яп. 小杉 拓馬 Косуги Такума) / Такума (яп. タクマ)
Сэйю: Тосиюки Тоёнага
Мина (яп. ミーナ Ми:на)
Сэйю: Кономи Инагаки
Акари Косуги (яп. 小杉 あかり Косуги Акари)
Сэйю: Ёсино Аояма
Супер Мина (яп. スーパーミーナ Су:па: Ми:на)
Сэйю: Ю Сэридзава
Лихт Нисиондзи (яп. 西園寺リヒト Нисиондзи Рихито)
Сэйю: Рисаэ Мацуда
Мамору (яп. マモル)
Сэйю: Юки Вакаи
Томиити Отани (яп. 大谷富一 О:тани Томиити)
Сэйю: Сюитиро Умэда

## Медиа

### Манга
Дзиро Сугиура начал публиковать мангу в своём аккаунте на сайте Pixiv как веб-комикс 19 марта 2019 года. С 5 августа 2019 года издательство Media Factory печатает её в журнале Monthly Comic Flapper. На октябрь 2023 года манга была собрана в семь танкобонов.
На английский язык манга была лицензирована Seven Seas Entertainment.
| №  | Оригинальное издание | Оригинальное издание   | Издание на русском    | Издание на русском     |
| №  | Дата публикации      | ISBN                   | Дата публикации       | ISBN                   |
| -- | -------------------- | ---------------------- | --------------------- | ---------------------- |
| 01 | 22 февраля 2020 года | ISBN 978-4-04-064342-7 | 21 сентября 2021 года | ISBN 978-1-64827-560-9 |
| 02 | 23 октября 2020 года | ISBN 978-4-04-064981-8 | 16 ноября 2021 года   | ISBN 978-1-64827-567-8 |
| 03 | 23 июня 2021 года    | ISBN 978-4-04-680484-6 | 22 августа 2022 года  | ISBN 978-1-63858-200-7 |
| 04 | 23 декабря 2021 года | ISBN 978-4-04-681041-0 | 28 февраля 2023 года  | ISBN 978-1-63858-720-0 |
| 05 | 23 июля 2022 года    | ISBN 978-4-04-681456-2 | 15 августа 2023 года  | ISBN 978-1-68579-522-1 |
| 06 | 23 марта 2023 года   | ISBN 978-4-04-681992-5 | 16 января 2024 года   | ISBN 979-8-88843-110-8 |
| 07 | 23 октября 2023 года | ISBN 978-4-04-682936-8 | 17 сентября 2024 года | ISBN 979-8-89160-496-4 |
| 08 | 21 сентября 2024     | ISBN 978-4-04-683766-0 | —                     |                        |

### Аниме
Аниме-сериал был анонсирован в марте 2024 года. Был анимирован Tezuka Productions, режиссёром стал Фумихиро Ёсимура. Сценаристом стал Мицутака Хирота. Дзэндзиро Укулеле разработал персонажей. Канадэ Сакума, Ханаэ Накамура, Нацуми Табути и Мики Сакураи написали музыку. Премьераня трансляция сериала проходила со 2 июля по 17 сентября 2024 года на телеканале Tokyo MX и в других сетях. Песня во вступительной заставке «Okaerinasai» (яп. おかえりなさい Окаэринасай, «С возвращением домой») исполнена виртуальнм ютубером Сорой Токино, а песня в заключительной заставке «Wave» исполнена Миисей Симицу. Crunchyroll лицензировал аниме на всех территориях, кроме Юго-Восточной Азии, Японии, РФ и РБ. На территории Юго-Восточной Азии сериал был лицензирован сетью Plus Media Networks Asia, которая показала его на Aniplus Asia.

#### Эпизоды
| №  | Название | Режиссёр Режиссёр | Автор сценария Сценарист | Раскадровщик     | Дата премьеры         |
| -- | --- | ----------------- | ------------------------ | ---------------- | --------------------- |
| 1  | Бытовой прибор стал женой «Кадэн га цума ни наримасита» (家電が妻になりました)                                     | Фумихиро Ёсимура  | Мицутака Хирота          | Фумихиро Ёсимура | 2 июля 2024 года      |
| 2  | Прогулка с женой «Цума то гайсюцусимасита» (妻と外出しました)                                                      | Такуо Судзуки     | Мицутака Хирота          | Фумихиро Ёсимура | 9 июля 2024 года      |
| 3  | Жена встретилась с младшей сестрой «Цума га имо:то то дэаимасита» (妻が妹と出会いました)                           | Юри Уэда          | Маюми Морита             | Фумихиро Ёсимура | 16 июля 2024 года     |
| 4  | Жена переоделась в купальник «Цума га мидзуги ни кигаэтара» (妻が水着に着替えたら)                                 | Такуо Судзуки     | Мицутака Хирота          | Фумихиро Ёсимура | 23 июля 2024 года     |
| 5  | У жены мощный поцелуй «Цума но кутидзукэ га павафуру дэсу» (妻の口づけがパワフルです)                              | Тосиаки Камбара   | Наото Иёку               | Дайсукэ Симамура | 30 июля 2024 года     |
| 6  | Жена покинула меня (на две недели) «Цума га дэтэиттэсимаимасита (ни сю:кан)» (妻が出て行ってしまいました（2週間）) | Такуо Судзуки     | Мицутака Хирота          | Фумихиро Ёсимура | 6 августа 2024 года   |
| 7  | Бытовой прибор стал ребёнком «Кадэн га кодомо ни наримасита» (家電が子供になりました)                              | Сётаро Камияма    | Маюми Морита             | Такэси Мори      | 13 августа 2024 года  |
| 8  | Похоже, жена способна быть своенравной «Цума ни мо идзи га ару митай дэсу» (妻にも意地があるみたいです)            | Юри Уэда          | Наото Иёку               | Дайсукэ Симамура | 20 августа 2024 года  |
| 9  | Видимо, у жены есть тайное прошлое «Цума ни како га ару ё: дэсу» (妻に過去があるようです)                          | Сётаро Камияма    | Мицутака Хирота          | Фумихиро Ёсимура | 27 августа 2024 года  |
| 10 | Жена с ребёнком заблудились «Цума то кодомо га майго ни наримасита» (妻と子供が迷子になりました)                   |                   |                          |                  | 3 сентября 2024 года  |
| 11 | Это моя жена «Боку но цума дэсу» (僕の妻です)                                                                      |                   |                          |                  | 10 сентября 2024 года |
| 12 | Моя жена лучше всех «Боку но цума ва сайко: дэсу» (僕の妻は最高です)                                               |                   |                          |                  | 17 сентября 2024 года |

## Приём
В 2020 году манга была номинирована на 6-ю Next Manga Award в печатной категории и заняла 15 место из 50. Спустя два года она номинировалась повторно и заняла шестое место из 50.

## Заметки
1. ↑  Русские названия взяты с Crunchyroll
2. 1 2 3  Информация взята из титров каждого эпизода
3. ↑  Эпизоды выходили на Abema[англ.] и Crunchyroll за три дня до их телевизионной трансляции[28]